# Kendal (regentschap)

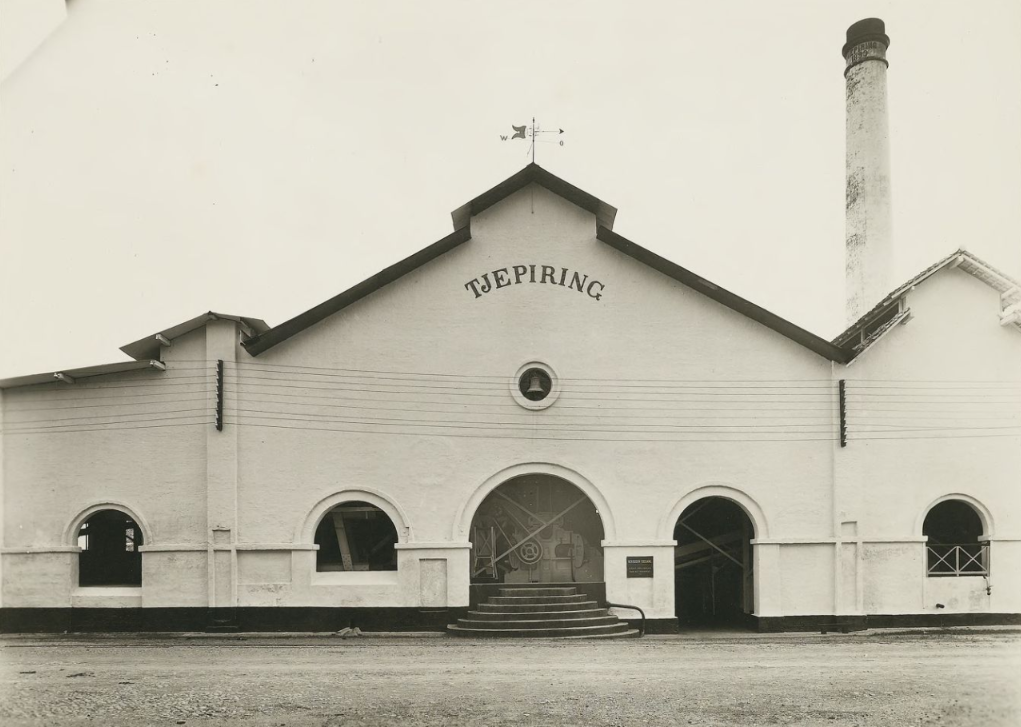
De suikerfabriek Tjepiring (Cepiring) in de koloniale periode

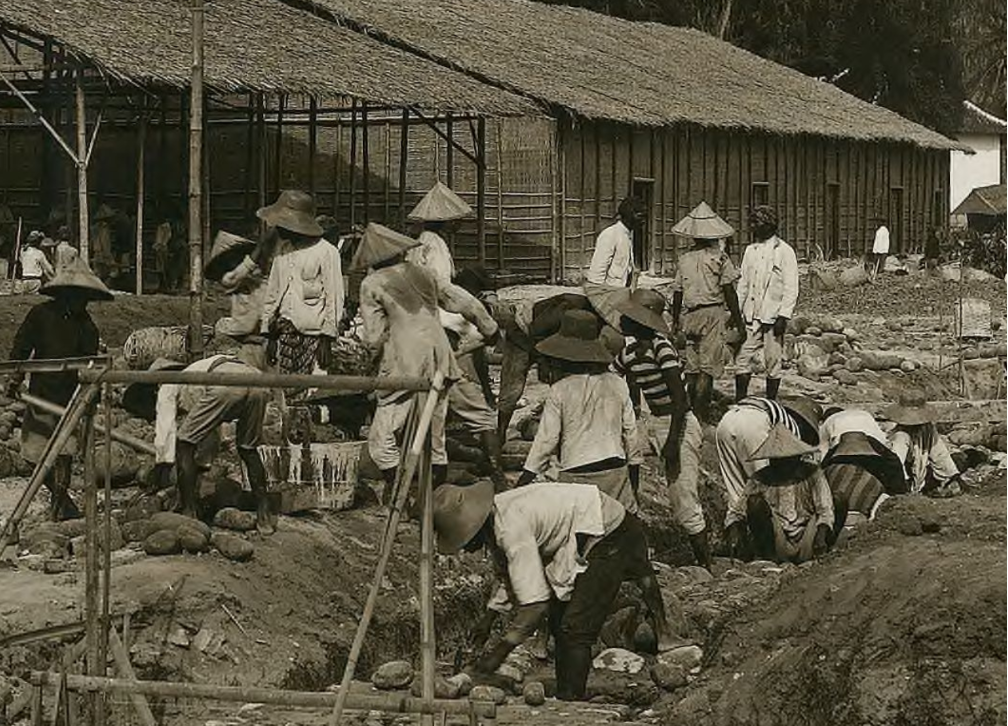
Het proces van de bouw van de suikerfabriek Tjepiring in 1917

Kendal is een regentschap (kabupaten) in de Indonesische provincie Midden-Java op Java. Het regentschap heeft een oppervlakte van 1.001,73 km² en telt 1.018.505 inwoners (volkstelling 2020). Hoofdstad is de gelijknamige stad Kendal.

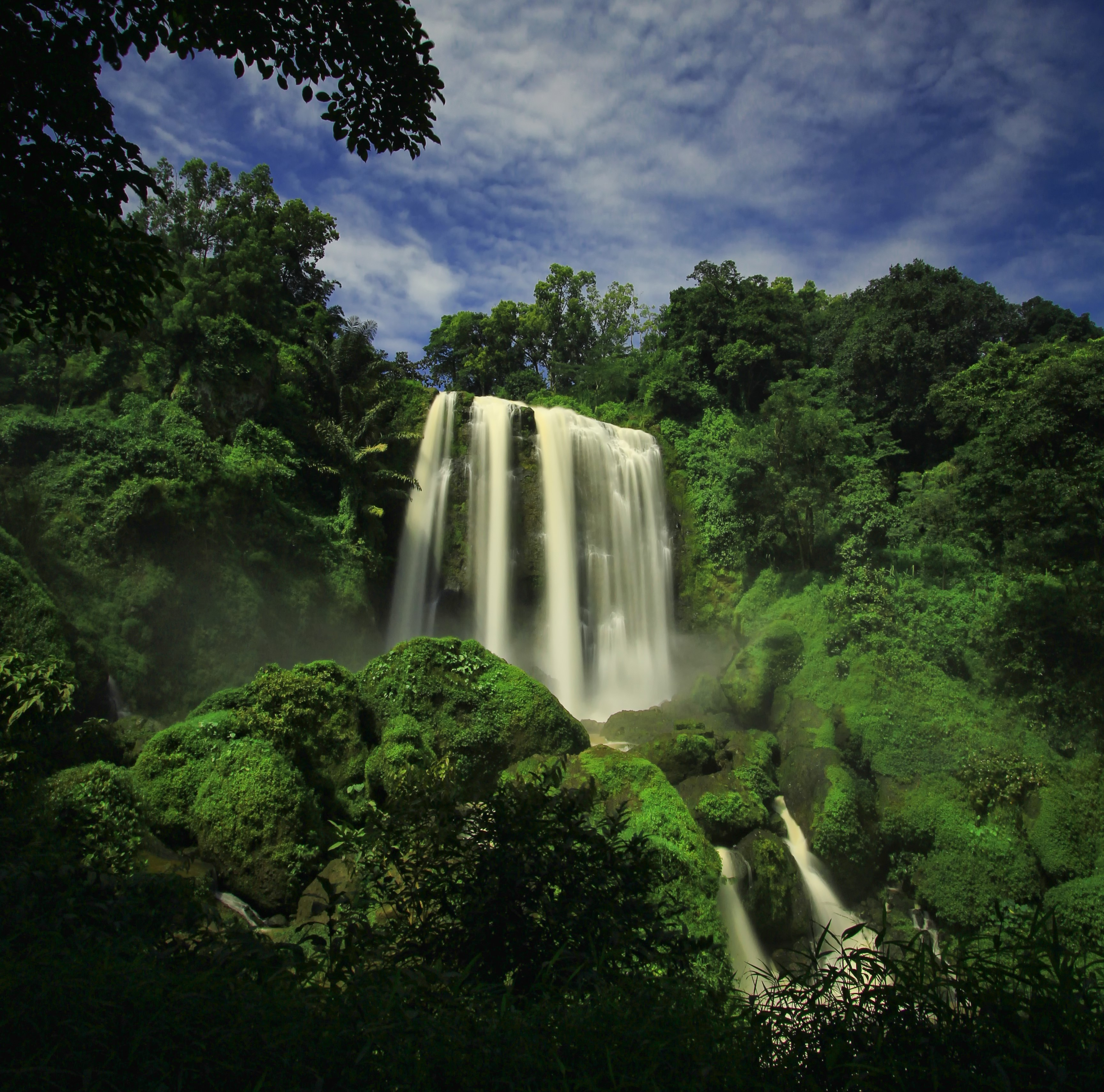
De Sewu Sukerejo-waterval (Patean), is een van de watervallen in het Kendal-gebied, Midden-Java

## Geografie
|       | De grenzen van Kendal zijn als volgt:      |
| Noord | Javazee                                    |
| Oost  | Regentschappen Semarang (stad) en Semarang |
| Zuid  | Regentschap Temanggung                     |
| West  | Regentschap Batang                         |

## Onderdistricten
Het regentschap bestaat uit twintig onderdistricten (zogenaamde kecamatan). In deze onderdistricten liggen 286 plaatsen die een administratieve eenheid zijn, 20 met een stedelijke karakter (kelurahan's) en 266 met een landelijke karakter (desa's)
| Naam                               | Opper vlakte in km² | Inwoners Volks telling 2010 | Inwoners Volks telling 2020 | Aantal plaatsen Kelurahan /desa's | Post code    |
| ---------------------------------- | ------------------- | --------------------------- | --------------------------- | --------------------------------- | ------------ |
| Plantungan                         | 48,82               | 28.826                      | 32.586                      | 12                                | 51362        |
| Sukorejo                           | 76,01               | 57.080                      | 60.399                      | 18                                | 51363        |
| Pageruyung                         | 51,43               | 31.487                      | 35.671                      | 14                                | 51361        |
| Patean                             | 92,44               | 46.892                      | 52.105                      | 14                                | 51364        |
| Singorojo                          | 119,32              | 46.757                      | 52.854                      | 13                                | 51382        |
| Limbangan                          | 71,72               | 30.722                      | 34.937                      | 16                                | 51383        |
| Boja                               | 64,09               | 69.417                      | 82.443                      | 18                                | 51381        |
| Kaliwungu                          | 47,73               | 58.514                      | 66.157                      | 9                                 | 51372        |
| Kaliwungu Selatan (Zuid Kaliwungu) | 65,19               | 44.495                      | 51.999                      | 8                                 | 51372 -51382 |
| Brangsong                          | 34,54               | 44.662                      | 50.611                      | 12                                | 51371        |
| Pegandon                           | 31,12               | 33.418                      | 37.954                      | 12                                | 51358        |
| Ngampel                            | 33,88               | 31.100                      | 35.855                      | 12                                | 51357        |
| Gemuh                              | 38,17               | 45.360                      | 52.409                      | 16                                | 51356        |
| Ringinarum                         | 23,50               | 31.866                      | 36.620                      | 12                                | 51359        |
| Weleri                             | 30,28               | 55.770                      | 59.885                      | 16                                | 51355        |
| Rowosari                           | 32,64               | 46.151                      | 53.566                      | 16                                | 51319 (a)    |
| Kangkung                           | 38,98               | 42.143                      | 49.883                      | 15                                | 51353        |
| Cepiring                           | 30,08               | 46.932                      | 52.654                      | 15                                | 51352        |
| Patebon                            | 44,30               | 54.612                      | 60.085                      | 18                                | 51351        |
| Kendal (town)                      | 27,49               | 54.109                      | 59.832                      | 20                                | 51311 -51319 |
| Totalen                            | 1.001,73            | 900.313                     | 1.018.505                   | 286                               |              |

Stadsgemeenten: Magelang · Surakarta · Salatiga · Semarang · Pekalongan · Tegal

Regentschappen: Banjarnegara · Banyumas · Batang · Blora · Boyolali · Brebes · Cilacap · Demak · Grobogan · Japara · Karanganyar · Kebumen · Kendal · Klaten · Kudus · Magelang · Pati · Pekalongan · Pemalang · Purbalingga · Purworejo · Rembang · Semarang · Sragen · Sukoharjo · Tegal · Temanggung · Wonogiri · Wonosobo